# Benitandús
Benitandús es una entidad de población española del municipio de Alcudia de Veo, perteneciente a la provincia de Castellón, en la Comunidad Valenciana.

## Historia
Hacia mediados del siglo XIX, Benitandús, un lugar por entonces con ayuntamiento propio, tenía contabilizada una población de 120 habitantes. Aparece descrito en el cuarto volumen del Diccionario geográfico-estadístico-histórico de España y sus posesiones de Ultramar de Pascual Madoz con las siguientes palabras:

BENITANDUS: l. con ayunt. en la prov. de Castellon de la Plana (4 1/2 leg.), part. jud. de Lucena (id), aud. terr. y c. g. de Valencia (8), dióc. de Tortosa (21): sit. en las inmediaciones de un barranco que baja de la sierra de Espadán, con libre ventilacion y clima sano, habiendo desaparecido cuasi enteramente las tercianas que anteriormente se padecian: tiene 30 casas que forman una sola calle de E. á O. con una plaza, y 1 parr. ó capilla (Ntra. Sra. de los Angeles), servida por un capellan de patronato familiar del Baron, Sr. del pueblo, la cual es aneja de la de Alcudia de Veo (V.). El termino confina por todas partes con el de Veo á manera de peninsula, pues solo puede salirse al de Suera en latitud de unos 200 pasos. Su circunferencia será de 3/4 de h, y le atraviesa el barranco ó riach. que como dejamos dicho desciende de la sierra de Espadán dist. 1 h. del pueblo, naciendo en su cáuce dos fuente que sirven para el surtido de los vec. En frente de la pobl. se ven unas peñas elaboradas y escabrosas llamadas los Organos, que tienen mucha nombradia en todo aquel contorno. El terreno es por lo general áspero y montuoso plantado de olivos, algarrobos, higueras y alcornoques, poco fértil, aunque tienen dos trozos de huerta de muy buena calidad, que se hallan poblados de moreras. El único camino que hay es de herradura y conduce á Segorbe, recibiéndose la correspondencia de Villarreal. prod. trigo, maiz, higos, algarrobas, aceite, vino, algunas frutas y verduras, una poca seda, encontrándose caza de perdices y conejos. ind. la agricola y un molino harinero. pobl. 25 vec., 120 alm.
(Madoz, 1846, p. 226)

En 2024, la entidad singular de población de Benitandús tenía empadronados 19 habitantes, todos ellos en el núcleo de población de ese nombre.